# 미국 민중사
《미국 민중사》 (A People's History of the United States)는 하워드 진이 1980년에 썼고 2009년에 마지막 개정판이 출간된 논픽션 책이다. 이 책에서 진은 보다 전통적인 "국가에 대한 근본적인 민족주의적 영화화"와 역사의 다른 면이라고 생각하는 것을 제시했다. 진은 정통 정당 전체에서 소수의 엘리트 통치자를 크게 선호하는 조작된 시스템에 의한 대다수의 착취와 조작으로 크게 볼 수 있는 미국 역사의 한 면을 묘사한다.
미국 전역의 많은 고등학교와 대학에서 읽기 과제로 지정되었다. 그것은 또한 이전에 무시되었던 이야기를 포함하는 역사적 작업의 초점을 바꾸는 결과를 가져왔다.

미국 민중사(People's History of the United States)는 다양한 전문가와 동료 역사가들로부터 비판을 받아왔다. 크리스 베네키(Chris Beneke) 교수와 랜들 J. 스티븐스(Randall J. Stephens)를 비롯한 비평가들은 중요한 역사적 에피소드의 노골적인 생략, 편향된 출처에 대한 무비판적인 의존, 반대되는 견해를 검토하지 않는 것을 주장한다. 반대로 다른 사람들은 진과 그의 작업의 정확성과 지적 완전성을 옹호했다.

## 개요
1장은 북미와 바하마의 초기 아메리카 원주민, 크리스토퍼 콜럼버스의 선원에 의해 저지른 노예화, 초기 정착민에 의한 폭력적인 식민지화 사건을 다룬다. 그는 콜럼버스의 원정 목적과 도착 후 원주민에 대한 그의 잔인성을 설명한다. 그는 콜럼버스가 섬에 있었다는 목격담을 직접 설명할 뿐만 아니라 역사의 다른 측면을 보여주기 위해 원주민 사상자 통계도 제공한다. 주제에는 아라와크족, 바르톨로메 데 라스 카사스, 아즈텍, 에르난 코르테스, 피사로, 포우하탄, 피쿼트족, 내러갠셋족, 필립왕 전쟁 및 이로쿼이가 있다.
2장은 13개 식민지에서 노예 무역과 가난한 백인들의 노예 상태를 다룬다. 진은 인종주의가 경제 체제를 강화하기 위해 인위적으로 만들어졌다고 말하는 방법에 대해 쓴다. 그는 노예가 된 흑인과 백인 하인이 그들의 종속에서 탈출하고 이에 반대하는 동지애와 협력의 기록이 있기 때문에 인종 차별주의는 자연스럽지 않다고 주장한다.
3장에서는 베이컨의 반란 (1676), 식민지의 가난한 사람들의 경제적 상황, 빈곤에 대한 반대에 대해 설명한다. 진은 "식민지 시대를 통해 강화된 계급 노선"을 주장한다.
4장은 미국 독립혁명의 원인을 다룬다. 진은 건국의 아버지들이 사람들이 자신들의 경제적 문제로부터 주의를 돌리고 대중 운동을 중단시키기 위해 전쟁을 선동했다고 주장한다. 이 전략은 국가 지도자들이 앞으로도 계속 사용할 것이라고 주장한다.
5장은 전쟁과 전쟁 참여에 대한 저항, 아메리카 원주민에 대한 영향, 그리고 새로운 미국에서 계속되는 불평등을 다룬다. 독립 전쟁 참전 용사들의 땅이 세금 체납으로 몰수되었을 때 셰이즈의 반란의 경우와 같이 정부에 대한 저항 사례가 발생했다. 진은 " 찰스 비어드는 미국 정부를 포함한 정부가 중립적이지 않다고 경고했다... 그들은 지배적인 경제적 이익을 대표하며 ... 그들의 헌법은 이러한 이익에 봉사하도록 되어 있다."고 했다.
6장은 미국 초기 여성의 삶의 불평등에 대한 저항을 설명한다.
7장에서는 앤드루 잭슨과 마틴 밴 뷰런 행정부 동안 미국 정부와 아메리카 원주민 사이의 19세기 갈등과 인디언 이주에 대해 논의한다.
8장에서는 멕시코-미국 전쟁에 대해 설명한다. 제임스 포크 대통령이 제국주의의 목적을 위해 전쟁을 선동했다고 기록한다.
9장에서는 노예 반란, 노예 폐지 운동, 남북 전쟁 및 이러한 사건이 아프리카계 미국인에게 미친 영향을 다룬다.
10장은 집세 반대 운동, 도르 반란, 1837년 밀가루 폭동, 뉴욕 징병거부 폭동, 노동조합의 부상, 로웰 소녀 운동, 그리고 다른 계급투쟁을 다룬다. 그는 기업에 의한 정부 권력의 남용과 그러한 남용에 저항하려는 노동자의 노력을 설명한다.
11장은 철도 및 은행과 같은 산업 기업의 부상과 국가의 지배적인 기관으로의 변모, 부패로 인해 산업과 정부 모두에 대해 설명한다. 노동 기사단, 에드워드 벨라미, 사회주의 노동당, 헤이마켓 사건, 홈스테드 파업 운동가, 알렉산더 버크먼, 엠마 골드만, 유진 데브스, 미국 철도 연합과 같이 부패에 반대한 대중 운동과 개인도 다룬다.
12장은 미국-스페인 전쟁과 필리핀-미국 전쟁 당시의 미국 제국주의와 하와이, 괌, 푸에르토리코와 같은 다른 나라들에 대해 다룬다.
13장은 미국에서 대중적인 정치 이념으로서 사회주의와 아나키즘의 부상을 다룬다.
14장은 제1차 세계 대전과 1917년에 강력하게 시행된 간첩법에 따라 일어난 반전 운동을 다룬다.
15장서는 IWW를 파괴하려는 정부의 캠페인과 대공황 을 초래한 요인을 다룬다. 진은 대중의 믿음에도 불구하고 1920년대는 번영의 시대가 아니었고 대공황의 문제는 사회의 나머지 부분으로 확장된 가난한 사람들의 고질적인 문제였다고 말한다. 또한 대공황 기간 동안 가난한 사람들을 도우려는 공산당의 시도도 다루고 있다.  뉴딜 정책의 일부 측면을 다음과 같이 비판한다. "처음부터 NRA는 대기업에 의해 지배되었고 그들의 이익에 봉사했다."
16장에서는 제2차 세계 대전과 이에 대한 반대, 그리고 전쟁이 사람들에게 미친 영향을 다룬다. 참전 용사인 진은 "미국이 지금까지 싸운 전쟁 중 가장 인기 있는 전쟁이었다"고 이러한 지원은 미국 사회의 제도를 통해 제조되었을 수 있다고 말한다.  진은 또한 미국의 진정한 의도는 조직적인 인종차별에 맞서 싸우는 것이 아니었다고 주장한다.
17장은 시민 권리 운동을 다룬다. 진은 정부가 국제적 이미지를 바꾸기 위해 차별에 반대하는 개혁을 시작했지만(근본적인 변화는 없었지만) 종종 통과된 법률을 시행하지 않았다고 주장한다.
18장에서는 베트남 전쟁과 이에 대한 저항을 다룬다.
19장에서는 2세대 페미니즘, 교도소 개혁 / 감옥 폐지 운동, 아메리카 원주민 권리 운동, 반문화  같은 1960년대에 일어난 다른 운동을 다룬다.
20장은 1970년대의 정치적 부패와 정부에 대한 미국의 환멸을 다룬다.
21장에서는 지미 카터, 로널드 레이건, 조지 HW 부시 행정부와 이들이 미국인과 외국에 미친 영향을 다룬다.
22장에서는 대부분의 주류 언론에서 무시되었던 카터-레이건-부시 시대에 일어난 몇 가지 운동을 다룬다.
23장은 미국의 불평등에 반대하는 미래의 급진적 운동에 대한 진의 이론을 다룬다. 진은 이전에 급진적인 변화에 참여했던 그룹(예: 노동 조직가, 흑인 급진주의자, 아메리카 원주민, 페미니스트)뿐만 아니라 이에 불만을 갖기 시작한 중산층으로 구성된 운동이 결국에는 있을 것이라고 주장한다. 국가의 상태. 진은 이 운동이 "시위, 행진, 시민 불복종, 파업, 보이콧, 총파업, 부의 재분배, 제도 재건, 관계 개선을 위한 직접적인 행동"을 사용할 것으로 예상한다.
24장은 빌 클린턴 행정부가 미국과 세계에 미친 영향을 다룬다. 진은 자신이 변화를 가져올 것이라고 클린턴이 주장했음에도 불구하고 그의 대통령직은 많은 부분을 동일하게 유지했다고 주장한다.
25장은 2000년 대선과 테러와의 전쟁을 다룬다.

## 같이 보기
- 민중사학